# Saint-Laurent-des-Hommes
Saint-Laurent-des-Hommes är en kommun i departementet Dordogne i regionen Nouvelle-Aquitaine i sydvästra Frankrike. Kommunen ligger i kantonen Mussidan som tillhör arrondissementet Périgueux. År 2022 hade Saint-Laurent-des-Hommes 1 022 invånare.

## Befolkningsutveckling
Antalet invånare i kommunen Saint-Laurent-des-Hommes
Referens:INSEE